# Jannetto de Tassis

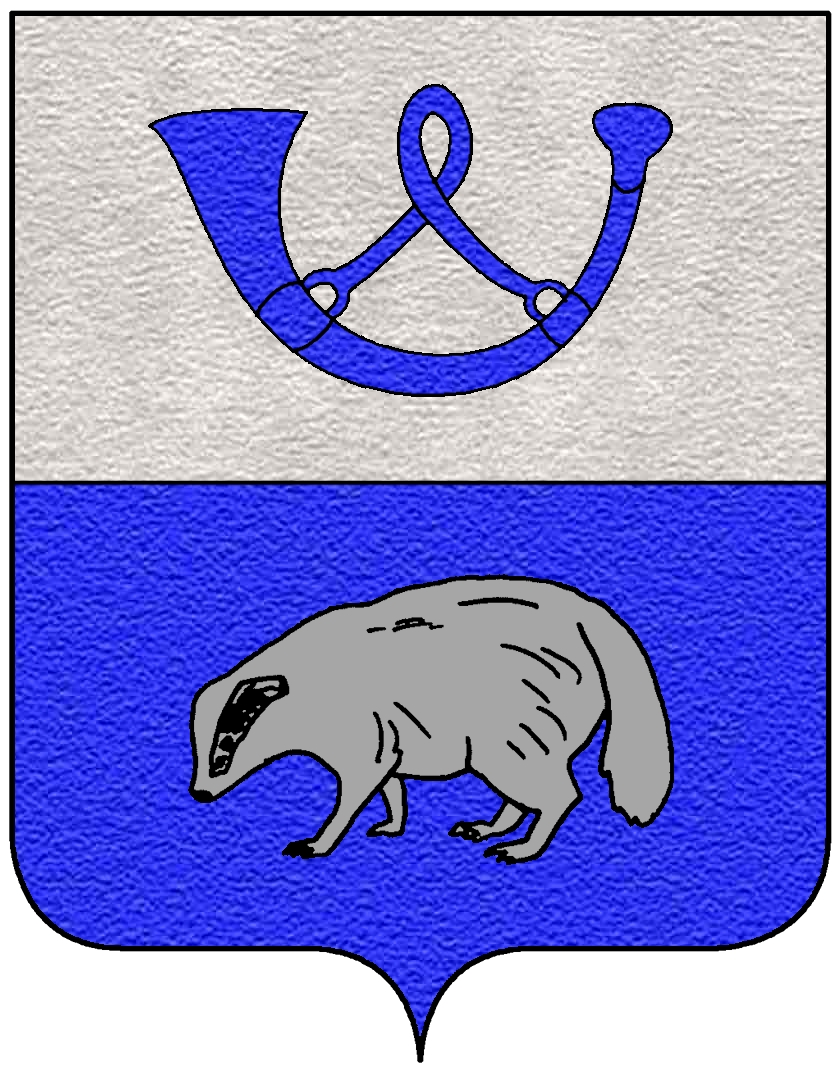
Stemma dei Tasso

Jannetto de Tassis detto anche Zanetto de Tassis, Johann Daxen o Jenne de Tasche (Camerata Cornello, 1450 circa – Pisino, 1517 o 1518) fu il capostipite della nobile famiglia italiana dei Tasso di Cornello che diedero vita ai Thurn und Taxis.

## Biografia
Poco si sa della sua vita prima del 1489, anno in cui viene citato in un documento assieme al fratello Francesco e al nipote Giovanni Battista nei libri contabili di Innsbruck per attività svolta nell'organizzazione del sistema postale del Sacro Romano Impero per conto dell'Imperatore Massimiliano I.
Fondatore di fatto del primo servizio postale organizzato in Europa, Jannetto operò come si è detto sotto gli Asburgo e la sua prima azione fu quella di delegare l'amministrazione della posta di Innsbruck a Gabriele de Tassis, suo parente, nel 1504, sede che infatti ricadeva nel patrimonio d'amministrazione dei Tassis.
Per il fratello Francesco e i nipoti Giovanni Battista, David e Simone riuscì ad ottenere l'amministrazione della sede di Bruxelles e Malines e della Borgogna. Il 29 marzo 1505 Massimiliano incontrò Janetto a Hagenau, per organizzare con lui una nuova tratta postale che congiungesse agevolmente Innsbruck, Vienna e Budapest (allora nota col nome di Ofen). Organizzò per questa tratta un complesso sistema di trasporto postale anche per grandi quantitativi. Il 27 novembre 1506 ricevette da Massimiliano I la somma di 1.363 gulden per la costruzione di una via postale da Costanza a Malines.
Per volontà dell'Imperatore Massimiliano I, il 4 febbraio 1508 a Trento, con il delegato papale, gli venne conferito il titolo di "Maestro di Posta del Sacro Romano Impero" e dal 2 marzo 1508 si occupò anche di alcune tratte italiane per conto dell'Impero come ad esempio quella verso Gorizia, Trieste e Fiume e più in generale per l'Istria, il Tirolo e la Carinzia.
Nel marzo del 1508 partì poi alla volta di Venezia.
In cambio della sua attività postale l'imperatore gli assegnò il feudo di Rachele e Barbana in Istria, dove Jannetto si stabilì fino alla morte.
Il testamento di Janetto è del 12 settembre 1515,la sua data di morte è compresa tra i 1517 e l'8 settembre 1518.